# 무라트 1세
무라트 1세(오스만 튀르크어: مراد الأول, 튀르키예어: I. Murat, Murad Hüdavendigâr, 1326년 – 1389년)는 1359년부터 1389년까지 오스만 제국의 제 3대 통치자로, 술탄 칭호를 처음 사용한 오스만 군주이다.
그는 제2대 오르한 1세와 동로마 제국의 공주 헬렌사이에서 태어난 아들로 형 슐레이만이 아버지보다 먼저 죽었기 때문에 1359년 아버지가 죽자 오스만 제국의 지배자가 되었다. 그는 오스만 제국의 제도 및 기초를 정비하여 오스만 제국을 제국이라고 불릴 수 있을정도로 발전시켰기에 훗날 "제왕"(Hüdavendigar)이라 불리었다.

## 생애
무라트 1세는 아버지의 뜻을 이어받아 발칸반도에서 군사행동을 지속시켰다. 1369년 동로마 제국의 트라키아 지방에 있던 중요거점 아드리아노폴리스(현재 에디네)를 정복하여 이곳을 수도 부르사와 함께 제2의 수도로 삼았다.
무라트 1세는 유럽에 대한 영토확장을 계속하여 세르비아, 불가리아, 헝가리의 제후국들과 싸워 1385년에는 소피아를 정복하여 거의 대부분을 점령했고, 발칸지방의 대부분을 오스만 제국의 영토로 편입시키며 비잔티움 제국을 압박해 황제에게 공물을 요구하였다.
또 한편 아나톨리아 지방의 제후국인 카라만의 연합군과 싸워 코나안 전투에서 승리하고, 투르크계 여러 제후국과 융화정책을 추진해 혼인등의 수단으로 영토를 확대했다. 1389년 무라드 1세는 우로슈 4세 사후 쇠퇴를 시작한 세르비아와 싸움을 벌여 코소보 전투에서 세르비아의 왕자 라자르와 전투를 벌여 승리를 얻었다.
그러나 이 전투직후 전후처리의 석상에서 탈영병으로 가장해 술탄의 막사로 들어온 세르비아의 귀족 밀로스 오블리크의 독 묻은 단검에 찔려 암살당했고 밀로스 오블리크는 세르비아의 영웅서사시에 그 이름을 남겼으며, 무라트를 찔러 죽인 영웅으로 전해지고 있다.

## 업적
무라트 1세의 최고의 공적은 영토 확장이상으로 오스만 제국의 국가제도를 정비한 점을 꼽을 수 있다. 첫 번째로 재상의 인원수를 늘리고 그 주석에 대재상으로 우라마(지식인) 출신의 투르크계 유력자 챤달르 카라 할릴 파샤(Çandarlı Kara Halil Hayreddin Pasha)를 등용했다. 또한 군주 직속의 상비군으로써 보병군단 예니체리군단을 설립하고,사법대신(kaziasker), 총사령관인 베일러베이(beylerbeyi), 와지르(재상) 등 오스만 제국의 행정, 정부조직의 대부분이 그의 치세동한 확립되었다.
유목민이나 가지라고 불리는 전투집단으로부터 발전한 오스만 제국에게 있어 동족, 동년배중에 1인자에 불과했던 군주의 권력을 절대적인 통치자로써 만들기 위해 노력했다. 1383년 술탄의 칭호를 카이로에 있던 압바스 왕조의 칼리파로부터 처음으로 공식으로 인정받은 것도 무라트 1세의 시대라고 말할 수 있다.
동시에 이슬람법(샤리아)에 기초한 국가제도를 정비하여 오스만 제국은 이슬람 국가로써 발전하면서, 한편으로 마지막에 지배층이 아닌 그리스도교인을 포함시킨것도 무라트 1세 시기의 오스만 제국의 특성이었다.
| 전임 오르한 가지 | 오스만 제국의 술탄 1359년~1389년 | 후임 바예지드 1세 |